# Ailsa Craig (Južni Orkney)
Ailsa Craig strmi je otok 2 km južno od Point Rae, uz južnu obalu otoka Laurie u otočju Južni Orkney. Ucrtala ga je 1903. Škotska nacionalna antarktička ekspedicija pod vodstvom Williama Speirsa Brucea, koji ga je nazvao po otoku Ailsa Craig u Firth of Clydeu u Škotskoj.